# Puncha
Puncha is een geslacht van kameelhalsvliegen uit de familie van de Raphidiidae. 
Puncha werd voor het eerst wetenschappelijk beschreven door Navás in 1915.

## Soort
Het geslacht Puncha omvat de volgende soort:
- Puncha ratzeburgi (Brauer, 1876)